# Ernst Rudolf Vogenauer
Ernst Rudolf Vogenauer (* 24. April 1897 in München; † 18. August 1969 in Berlin) war ein deutscher Grafiker, Illustrator und Maler.

## Leben und Werk
Ernst Vogenauer kam aus einer alteingesessenen bayerischen Bauernfamilie. Er verlebte seine Jugend in München und studierte an der Kunstgewerbeschule München bei Fritz Helmuth Ehmcke Lithografie. Er ging dann nach Berlin, wo Ehmcke ihm eine Anstellung als Grafiker bei der Reichsdruckerei vermittelt hatte. Vogenauer entwarf dort diverse amtliche Drucksachen wie Briefmarken, Banknoten und Wertpapiere, daneben auch Buchillustrationen, vor allem als Holzschnitte. 1925 erhielt er bei einem Wettbewerb der lithografischen Kunstanstalt Paul J. Landmann für künstlerische Zigarrenpackungen einen vierten Preis. Vogenauer unternahm Studienreisen nach Italien bis nach Sizilien und betätigte sich dabei als Zeichner und Maler. Das Berliner Adressbuch verzeichnet ihn 1943 in der Gontermannstraße 19.
Nach 1945 arbeitete Vogenauer wieder als Gebrauchsgrafiker in Berlin. Von 1946 bis 1962 war er Dozent an der Kunsthochschule Berlin-Weißensee. Er unterhielt dort freundschaftliche Beziehungen u. a. zu Kurt Robbel. Zu seinen Schülerinnen und Schülern gehörten u. a. Horst Bartsch, Karl Clauss Dietel, Renate Göritz, Norbert Pohl, Gerhard Preuß, Thomas Schallnau, Werner Schinko, Vera Singer, Karl Thewalt und Ingeborg Voss.
1990 gab es in der Kunsthochschule die Ausstellung Vogenauer. Schüler ehren ihren Lehrer.

## Werke (Auswahl)

### Plakatentwürfe
- Das passendste Weihnachtsgeschenk (1921)[3]
- Ausstellungspark Theater-Cafe (1921)[4]

### Briefmarken
Vogenauer entwarf für die Deutsche Reichspost (1940–1945) und für die Deutsche Post (1957–1959) mehrere Briefmarken:
- Internationales Geophysikalisches Jahr 1957/1958 (1957)
- Luftpost (1957; sieben Werte)
- Raumsonde Luna (1959)

### Buchillustrationen und Buchgestaltung
- Curt Morcke: Der Flammende. Verlag Walter Seifert, Stuttgart/Heilbronn, 1921 (Zweiter Domina-Druck)
- Gottfried Keller: Eugenia. Verlag Phantasus, Berlin 1925 (Vorzugsdruck)
- Charles de Coster: Die Mär von Ulenspiegel und Lamme Goedzak und ihren heroischen, ergötzlichen und rühmlichen Abenteuern in Flandern und anderen Landen. Liebhaberdrucke der Deutschen Buch-Gemeinschaft, Werk 6, 1937
- Edwin Redslob: Des Reiches Straße. Der Weg der deutschen Kultur vom Rhein nach Osten, dargestellt auf der Strecke Frankfurt - Berlin. Deutsche Buch-Gemeinschaft (Lizenz des Verlags Philipp Reclam jun.), Berlin 1941 (Einbandentwurf)
- Jean Webster: Lieber Feind. Minerva-Verlag, Berlin/Hannover, 1948 (Gestaltung)[5]